# Copa Ciudad de Lima 1993
La Copa Ciudad de Lima fue un torneo de fútbol de carácter amistoso, que se llevó a cabo en la ciudad de Lima el 6 de febrero de 1993. Fue un triangular disputado por equipos de Perú y Ecuador.
Los partidos se jugaron bajo el formato de "Fútbol 3", que consistía en encuentros de 45 minutos jugados consecutivamente por tres equipos distintos. En caso de empate, se procedía a definir el encuentro en tres intentos de goles olímpicos sin arquero. Si persistía la igualdad, se procedía a una definición en tres penales estadounidenses.

## Equipos
- Alianza Lima

- Deportivo Quito

- Sporting Cristal

## Encuentros
| 6 de febrero de 1993 | Sporting Cristal                                 | 3 - 0   | Deportivo Quito | Estadio Alejandro Villanueva, Lima |                                |
|                      | Carlos Torres · Horacio Baldessari · Pedro Garay | Reporte |                 | Asistencia: 3.653 espectadores     | Asistencia: 3.653 espectadores |

| 6 de febrero de 1993 | Alianza Lima                    | 4 - 0   | Deportivo Quito | Estadio Alejandro Villanueva, Lima |                                |
|                      | Waldir Sáenz · Carlos Basombrío | Reporte |                 | Asistencia: 3.653 espectadores     | Asistencia: 3.653 espectadores |

| 6 de febrero de 1993                                                                                     | Alianza Lima | 1 - 1   | Sporting Cristal | Estadio Alejandro Villanueva, Lima |                                |
| | Carlos Guido | Reporte | Marquinho        | Asistencia: 3.653 espectadores     | Asistencia: 3.653 espectadores |
| * El partido de 45 minutos terminó sin goles. Los tantos fueron marcados en la tanda de goles olímpicos. |              |         |                  |                                    |                                |

| Penales estadounidenses |  |     |  |                |
| Juan Saavedra           |  | 0:0 |  | Flavio Maestri |
| Darío Muchotrigo        |  | 1:1 |  | Marquinho      |
| Michel Garay            |  | 1:2 |  | Julinho        |

| Perú                     |
| Campeón Sporting Cristal |